# 磐石熊太郎
磐石 熊太郎（ばんじゃく くまたろう、1908年5月23日 - 1944年9月26日）は、大阪府大阪市此花区出身で朝日山部屋に所属した大相撲力士。本名は小六 熊雄（一時吉田姓）。最高位は東関脇。現役時代の体格は身長176cm、体重140kg。得意手は左四つ、吊り、寄り。

## 来歴
1923年に当時の大坂相撲の朝日山部屋に入門した。1927年の東西合併で東京に加入、そのときの地位は三段目の11枚目であった。大阪からきた若手の中では将来を嘱望されていて、東京加入後は負け越しなしで1929年5月に新十両を果たした。十両では、当時番付の半分を占めるほどの出羽海部屋系統の力士たちとの対戦が多く、なかなか昇進できなかったが、春秋園事件で一時期脱退して復帰した後再び上昇気流に乗り、1934年5月場所に新入幕を果たした。東西合併で大阪から加入した最後の幕内力士であった。
左四つからの寄り相撲が得意で、当時の横綱・玉錦とも好勝負を展開した。1938年5月場所に新関脇。このとき、すでに30歳ではあったが、着実な昇進には大関も期待された。しかしこの場所、玉錦との対戦で水入りの大相撲を経て左膝関節を負傷して棄権して不戦敗、休場して再出場したものの、そのあと勝てずに負け越し、大関の声もかからなくなってしまった。その後も幕内上位を維持し、誠実な人柄もあいまって、地味な人気があった。大関時代の前田山に連勝したりもした。1939年1月場所11日目、大関・鏡岩との対戦で、水が入って二番後取り直しとなったとき、鏡岩の棄権の申し出に対して、不戦勝となることを承諾せずに、彼も棄権を申し出て、両者不戦敗となったことは、当時の社会の風潮ともあわせて武士道的な態度としてたたえられた。
1943年1月場所限りで引退後は年寄・北陣を襲名したが、翌年36歳で死去した。
妻は愛知県出身の唄方・満佐。4人の子供をもうけた。長男はアナウンサーの小六英介。娘は後に大関・琴ヶ濵に嫁いだ。孫で琴ヶ濱の三男も佐渡ヶ嶽部屋に入り、力士となった（四股名「琴宇草」）。後に三段目で優勝した（1988年5月場所）のを機に父・琴ヶ濱の名を継いだがケガなどもあり祖父、父に次ぐ関取昇進は果たせずに終わっている。

## 主な成績
- 通算成績：206勝207敗9休 勝率.499
- 幕内成績：106勝123敗9休 勝率.463
- 現役在位：42場所
- 幕内在位：18場所
- 三役在位：1場所（関脇1場所）
- 金星：1個（玉錦1個、1937年5月場所）

### 場所別成績
| 1927年 （昭和2年） | 東三段目11枚目 4–2       | 東三段目11枚目 5–1 | 西幕下33枚目 4–2   | 東幕下24枚目 3–3 |
| 1928年 （昭和3年） | 東幕下16枚目 4–2         | 西幕下18枚目 4–2   | 東幕下7枚目 3–3    | 東幕下7枚目 4–2  |
| 1929年 （昭和4年） | 東幕下筆頭 4–3           | 東幕下筆頭 6–2     | 西十両6枚目 4–7    | 西十両6枚目 2–9  |
| 1930年 （昭和5年） | 西幕下4枚目 4–3          | 西幕下4枚目 5–4    | 西幕下筆頭 4–4     | 西幕下筆頭 3–3   |
| 1931年 （昭和6年） | 東十両11枚目 4–7         | 東十両11枚目 2–9   | 西幕下3枚目 5–2    | 西幕下3枚目 4–3  |
| 1932年 （昭和7年） | 東十両8枚目 – 脱退       | x                  | x                  | x                |
| 1933年 （昭和8年） | 十両 6–5                 | x                  | 西十両10枚目 8–3   | x                |
| 1934年 （昭和9年） | 西十両筆頭 8–3           | x                  | 東前頭13枚目 6–5   | x                |
| 1935年 （昭和10年） | 東前頭11枚目 9–2         | x                  | 東前頭7枚目 6–5    | x                |
| 1936年 （昭和11年） | 東前頭4枚目 5–6          | x                  | 西前頭8枚目 8–3    | x                |
| 1937年 （昭和12年） | 東前頭筆頭 4–7           | x                  | 西前頭5枚目 8–5 ★  | x                |
| 1938年 （昭和13年） | 東前頭筆頭 8–5           | x                  | 東関脇 5–7–1       | x                |
| 1939年 （昭和14年） | 西前頭筆頭 5–8           | x                  | 西前頭5枚目 6–9    | x                |
| 1940年 （昭和15年） | 東前頭7枚目 9–6          | x                  | 東前頭2枚目 6–9    | x                |
| 1941年 （昭和16年） | 西前頭2枚目 4–4–7        | x                  | 西前頭6枚目 4–11   | x                |
| 1942年 （昭和17年） | 東前頭10枚目 4–11        | x                  | 東前頭13枚目 5–9–1 | x                |
| 1943年 （昭和18年） | 西前頭17枚目 引退 4–11–0 | x                  | x                  | x                |
| 各欄の数字は、「勝ち-負け-休場」を示す。 優勝 引退 休場 十両 幕下 三賞：敢=敢闘賞、殊=殊勲賞、技=技能賞 その他：★=金星 番付階級：幕内 - 十両 - 幕下 - 三段目 - 序二段 - 序ノ口 幕内序列：横綱 - 大関 - 関脇 - 小結 - 前頭（「#数字」は各位内の序列） |                          |                    |                    |                  |

- 1927年1月に東西合併で東京加入

### 幕内対戦成績
| 安藝ノ海 | 1    | 5 | 旭川     | 3 | 0 | 綾川   | 2  | 0    | 綾昇     | 5    | 9    |  |  |  |
| 綾若     | 4    | 1 | 一渡     | 0 | 1 | 五ツ嶋 | 2  | 6    | 射水川   | 1    | 0    |  |  |  |
| 大潮     | 2    | 0 | 大浪     | 1 | 0 | 海光山 | 2  | 0    | 鏡岩     | 1    | 4(1) |  |  |  |
| 笠置山   | 3    | 6 | 鹿嶋洋   | 4 | 3 | 金湊   | 2  | 0    | 九州山   | 6    | 1    |  |  |  |
| 錦華山   | 0    | 1 | 越ノ海   | 0 | 1 | 小嶋川 | 1  | 0    | 駒ノ里   | 3    | 2    |  |  |  |
| 相模川   | 0    | 1 | 櫻錦     | 1 | 1 | 汐ノ海 | 0  | 1    | 四海波   | 2    | 0    |  |  |  |
| 清水川   | 1    | 0 | 鯱ノ里   | 1 | 0 | 新海   | 0  | 1    | 神東山   | 1    | 6    |  |  |  |
| 駿河海   | 0    | 1 | 大邱山   | 4 | 2 | 高登   | 1  | 0    | 寳川     | 1    | 0    |  |  |  |
| 武ノ里   | 0    | 2 | 楯甲     | 1 | 0 | 玉錦   | 1  | 3(1) | 玉ノ海   | 3(1) | 2    |  |  |  |
| 出羽ヶ嶽 | 1    | 0 | 出羽ノ花 | 2 | 2 | 出羽湊 | 3  | 5    | 土州山   | 1    | 0    |  |  |  |
| 十三錦   | 2(1) | 1 | 富ノ山   | 0 | 1 | 巴潟   | 1  | 0    | 名寄岩   | 0    | 2    |  |  |  |
| 羽黒山   | 0    | 4 | 幡瀬川   | 2 | 0 | 番神山 | 2  | 1    | 肥州山   | 2    | 4    |  |  |  |
| 備州山   | 0    | 1 | 藤ノ里   | 2 | 2 | 双葉山 | 0  | 6    | 防長山   | 1    | 0    |  |  |  |
| 前田山   | 3(1) | 2 | 増位山   | 0 | 1 | 松ノ里 | 0  | 3    | 男女ノ川 | 0    | 9(2) |  |  |  |
| 武藏山   | 1    | 2 | 陸奥ノ里 | 2 | 0 | 八方山 | 0  | 3(1) | 倭岩     | 1    | 0    |  |  |  |
| 大和錦   | 0    | 3 | 龍王山   | 3 | 1 | 両國   | 10 | 2    | 和歌嶋   | 3    | 3    |  |  |  |

## 改名歴
- 東潟 熊太郎 （あずまがた くまたろう）：1927年1月場所-1931年3月場所
- 盤石 熊太郎 （ばんじゃく くまたろう）：1931年5月場所-1932年10月場所
- 磐石 熊太郎 （ばんじゃく くまたろう）：1933年1月場所-1943年1月場所